# Алпан (лезгинская мифология)
Алпа́н — персонаж лезгинской мифологии, божество огня. Обитает в шестой сфере небесного мира. Считалось, что он обитает в домашнем очаге, поэтому в домах старались сохранять тлеющий огонёк. В очаг запрещалось выбрасывать мусор, плевать, выливать воду и так далее. У лакцев до сих пор сохранилось проклятье: «Да погаснет твой Вилах!», а у лезгин – «Да убьёт тебя Алпан!».
Воплощал этическую категорию справедливости в обществе, должен восстанавливать её
В лезгинском языке молния переводится, как цIайлапан, что связано с именем этого бога.

## Мифы
Лезгины-язычники верили, что после того, как демиург (лезг. ЧIехи руьгь) сотворил себя, затем Небо (лезг. Цав) и Землю (лезг. Чил) как единое целое, затем поставил на скрученные рога Красного быка (лезг. Яру Яц), созданного им же, поместил его на Большую воду, которую он оплодотворил, и из неё родился бог Солнца — Рагъ, демиург создал Алпана, который разделил Небо и Землю. Позже демиург исчез и оставил мир созданным им богам.

Через какое-то время после создания людей Рагъ направил к людям Алпана, чтобы тот довёл до них свод священных табу. Алпан опустился на вершину горы Гъуцар Сув и передал людям слова Рагъ: 
Кас (“человек”)! Слушай, помни и соблюдай табу верховного бога! Не перечь богам! Не губи свою душу! Не будь ничьим рабом! Не отступай от правды! Не предавай! Не гаси чужой очаг! Называй родиной родную землю!

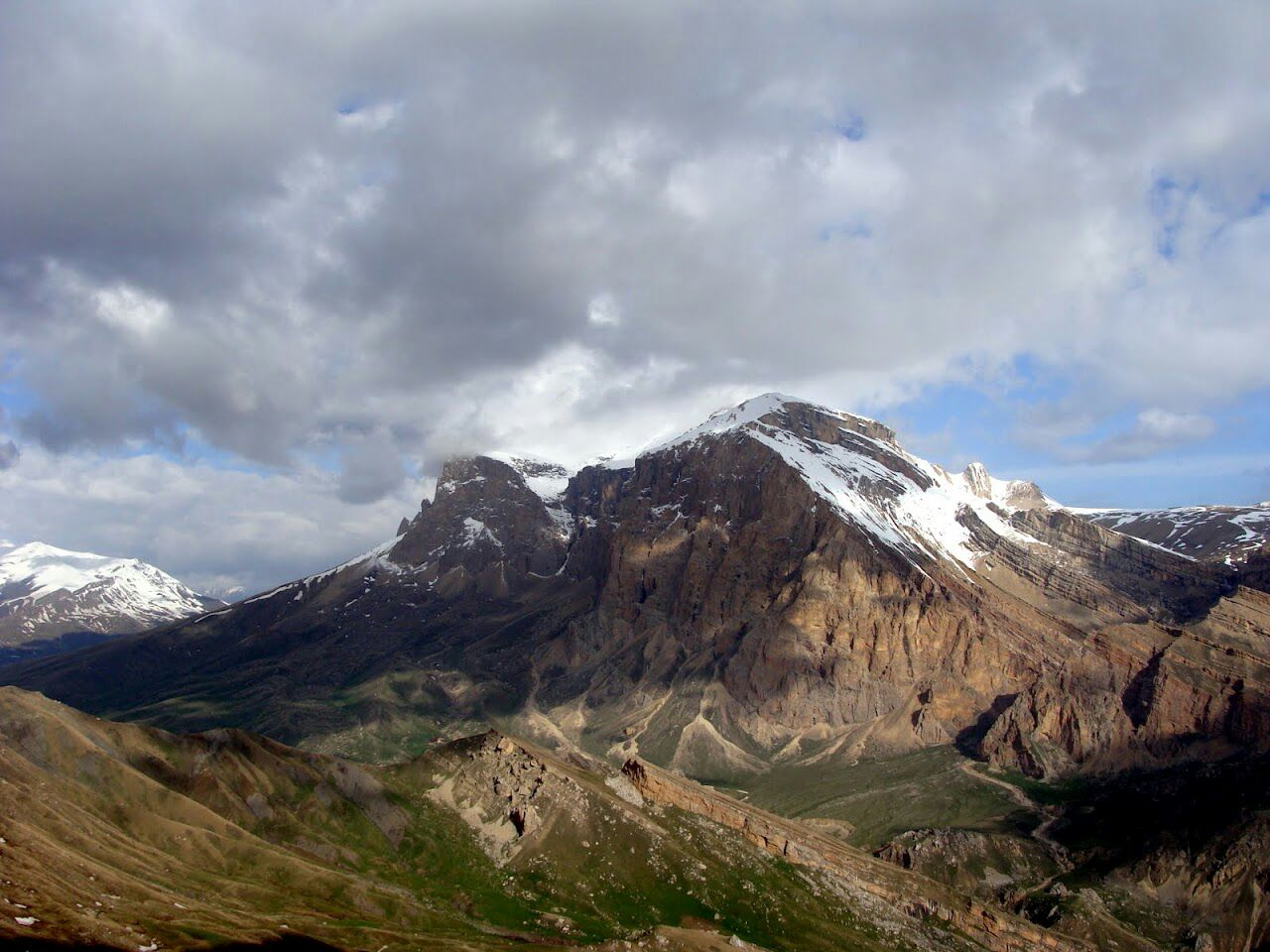
Гора Гъуцар Сув

Как гласит легенда, чтобы понимать слова Алпана, тогда же люди были обучены речи и научились разговаривать друг с другом. Считается, что Алпан раздал языки всем остальным народам.
Алпан был женат на Алпаб, которая являлась одной из богинь Небесного мира, но влюбился в богиню весны Яр, и у них родилась дочь Яран руш (Яргъи руш — радуга). Алпаб, прознав о случившемся, впала в ярость и обезумила. Она спустилась в Подземный мир и обратилась к богу злых дел Седу за помощью. Обещая полюбить Седа, она попросила его убить Яр. Когда Сед исполнил ее желание, Алпаб расчленила богиню весны, но в ее утробе оказался зародыш, который вознесся на небеса. Когда эта весть дошла до Алпана, он решил поместить своего сына в утробе одной простой лезгинки, и родился эпический герой лезгин Шарвили.
Люди погрузились в тяжелое уныние после смерти Яр. Они обращались к богам с молитвами о оживлении природы. Смиловшись, Верховный бог Рагъ решил воскресить Яр. После этого решения Рагъ, Алпан, сверкая молниями, спустился в подземный мир. Он разыскал разбросанные по закоулкам расчлененные части тела Яр и воссоединил их. Рагъ решил не только устроить грандиозную свадьбу Алпана и Яр, но и изгнал коварную Алпаб из всех сфер небес. Молнии и огненные стрелы Алпана изгнали ее с этого мира: она то ли бросилась по своей воле, то ли случайно упала с края Земли на Большую Воду. Лишь Сед, злой и мрачный, как сама Алпаб, взял ее к себе в Подземный мир. С этого дня Алпаб и стала хищной обитательницей подземного мира и иногда, в тайне от Рагъ и Алпана, она, пробирается на поверхность Земли и убивает невинных младенцев в чреве рожениц и их самих, чтобы они не могли родить для Алпана сына.

## Исторический аспект
По Страбону, в Кавказской Албании, стране лезгинских народов, почитали «Солнце, Зевса и Луну». Возможно, греческий географ имел в виду под Зевсом бога Алпана.
Некоторые современные исследователи считают, что название древнелезгинской Кавказской Албании может исходить от имени бога Алпана, но данная версия еще не была рассмотрена профессионально.

## Топонимика
Этнограф Р. З. Ризванов считает, что названия некоторых лезгинских сёл произошли от имени бога Алпана:
Алпан, бог огня, считается у лезгин самым могущественным богом. Примечательно, что молнию лезгины называют «цIайлапан», «алпандин цIай», буквально: огонь Алпана. Этот теоним является составной частью многих географических названий, например в названиях азербайджанских сёл Алпан (Кубинский район), Алпаут (Бардинский), Алпаут (Казахский район), Алпаут (Геокчайский район), Алпаут и Алпы (Уджарский район), Алпаут (Дивичинский район), Алпаут (Лачинский) район и др.

## У соседних народов
У лакцев назывался Атошпере́з, у татов — Вилах.